# Ярхушта

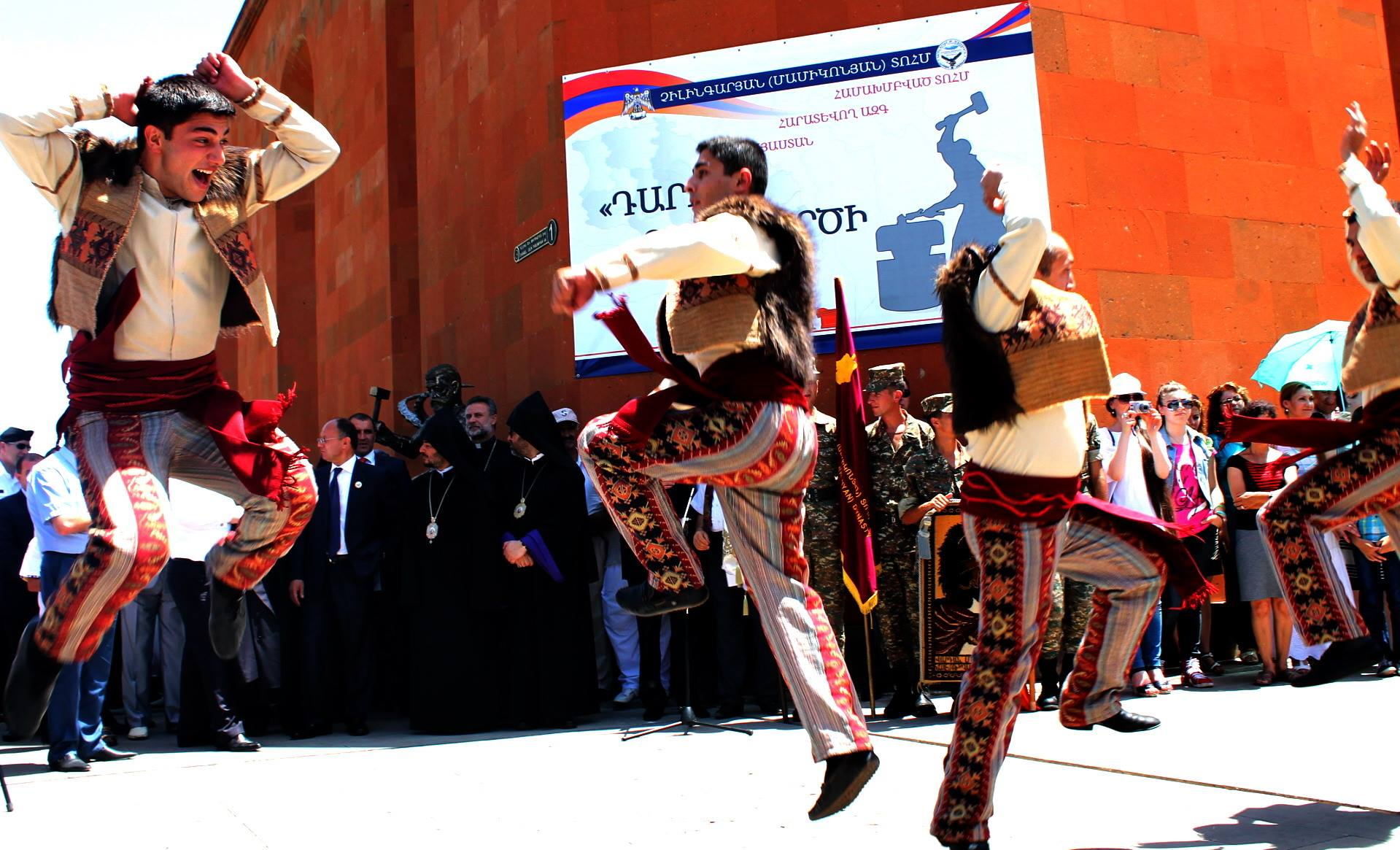
Ярхушта в исполнении ереванской труппы народного танца «Карин».

Ярхушта́ (арм. Յարխուշտա) — армянский народный боевой танец, связанный с высокогорьем исторического региона Сасун в Западной Армении. Ярхушта принадлежит к типу «танцев в ладоши» (арм. ծափ-պարեր, tsap parer). Танец исполняют мужчины, которые встречаются парами. Ключевым элементом танца является движение вперёд, когда участники быстро подходят друг к другу и энергично хлопают в ладони танцоров из противоположного ряда.

## История и традиции
Считается, что Ярхушта возникла в раннем средневековье, о чем упоминается в трудах Мовсеса Хоренаци, Фавстоса Бузанда и Григора Магистроса.
Танец Ярхушта традиционно танцевали армянские солдаты перед боевыми действиями, отчасти в ритуальных целях, а отчасти для того, чтобы избавиться от страха и поднять боевой дух для рукопашного боя.

## Мелодия танца
Мелодия танца намеренно очень громко исполняется двумя зурна или п’ку (арм. պկու) рупоры и один или несколько двуглавых бас-барабанов, по каждому из которых ударяют молотком и палкой с противоположных сторон цилиндра барабана.
В мелодии танца сочетаются высокочастотный тон рупора и глубокого, низкочастотной ритм бас-барабанов и создаёт комбинацию звуков с широким размахом амплитуды, которая способна ввести танцоров в состояние эйфорического транса. Этот фактор усиливает эффект выброса адреналина / адреналина, который обычно вызывает танец Ярхушты.

## Современное состояние
Популяризация танца началась в конце 1930-х годов Србуи Лисициан, преподававшей в Ереванском танцевальном училище. В 1957 году танец подвергся дальнейшей хореографической обработке В. Аристакесяном и был исполнен труппой народного танца из села Ашнак.
Возродили танец в 80-е годы фольклорным ансамблем «Маратук», а позже — фольклорным ансамблем «Карин». Есть попытки ввести Ярхушту в программу танцев и песен Армянской армии.
Есть несколько стихотворений и образцов изобразительного искусства, затрагивающих тему Ярхушта. Среди них — поэма Геворга Эмина «Танец Сасуна» (арм. «Սասունցիների պարը»), опубликованная в 1975 году, художественные фильмы «Мужчины» (арм. «Տղամարդիկ», 1972) и «Ярхушта» (2004) Гагика Арутюняна.

## Галерея

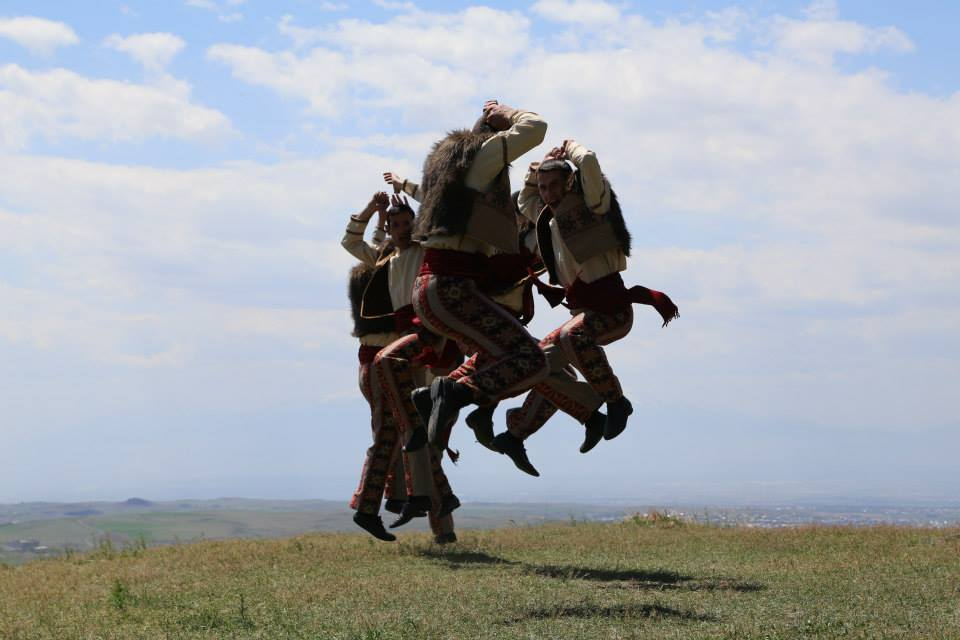
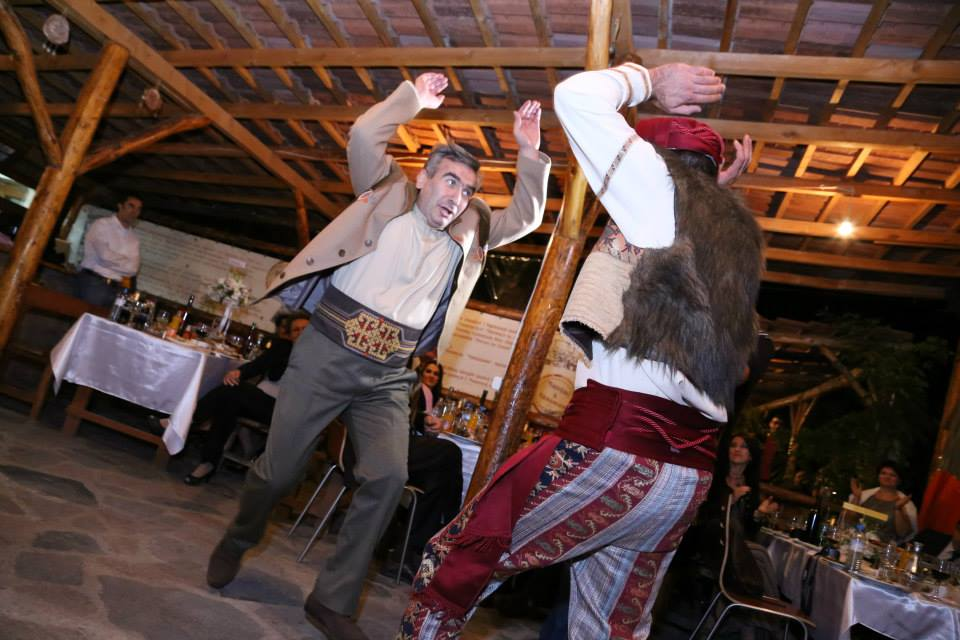
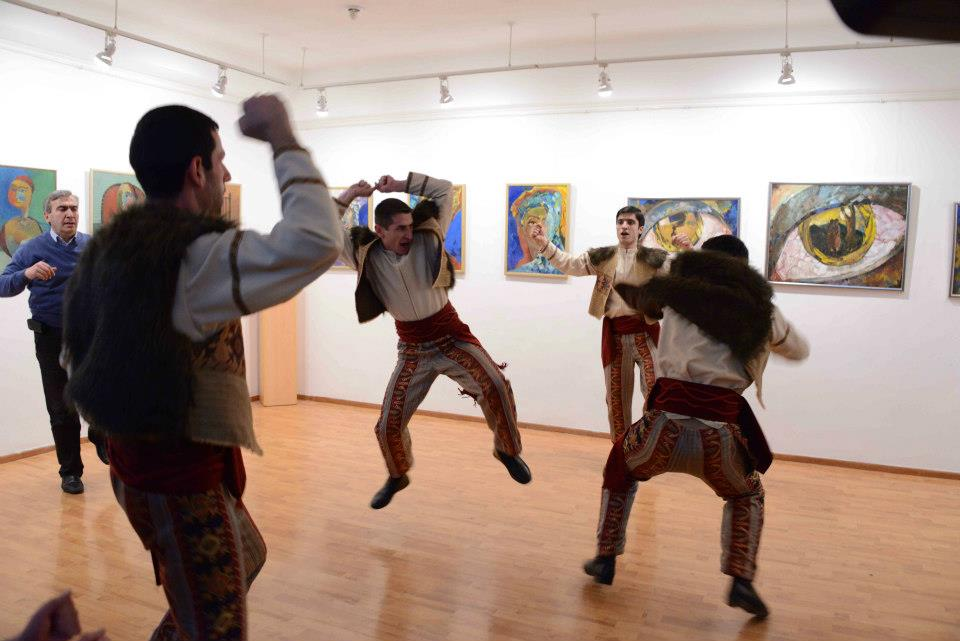
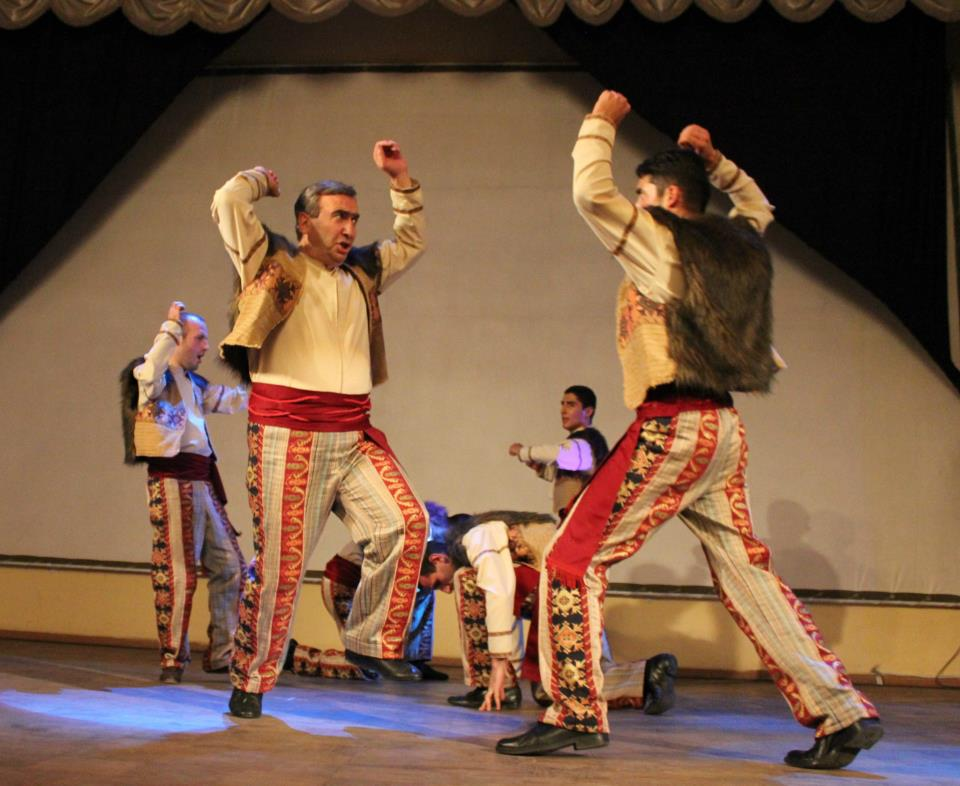